# Ružinov
Ružinov (niem. Rosenheim, węg. Főrév) – dzielnica Bratysławy, położona w powiecie Bratysława II, na wschód od centrum miasta. Jedna z najważniejszych dzielnic miasta, druga pod względem liczby mieszkańców.

## Historia
Pierwsi ludzie zamieszkali na terenie dzielnicy już 3500 lat przed n.e., w miejscu dzisiejszych zakładów Slovnaft. Zajmowali się pasterstwem, rolnictwem, spławiali pobliskim Dunajem drewno. Na drugą stronę rzeki prowadziły dwa brody, usytuowane w pobliżu. Przy jednym z nich powstała w średniowieczu najstarsza osada w granicach dzisiejszej dzielnicy – Prievoz (niem. Oberufer, węg. Főrév), wzmiankowana po raz pierwszy w 1374.
Rolniczy i pasterski charakter Prievoza zaczął się zmieniać dopiero w XIX wieku, kiedy zaczęły się pojawiać w okolicy pierwsze zakłady przemysłowe (rafineria Apollo, Dynamit Nobel, Cvernovka, Danubius). Pozostałe tereny dzisiejszego Ružinova już od XVII wieku były częścią Bratysławy. Tam również zaczęła postępować industrializacja – w Nivach i Trnavce powstały kolonie robotnicze.
Prievoz od średniowiecza aż do okresu międzywojennego był miejscowością o charakterze niemieckim (działał tu m.in. teatr ludowy). Niemcy jeszcze w 1921 stanowili w niej ponad 70% ludności (drugą grupą narodowościową byli Węgrzy). Dopiero w latach 30. procent mieszkańców niemieckojęzycznych spadł poniżej połowy, a po 1945 prawie wszyscy Niemcy opuścili Prievoz albo zostali z niego wypędzeni.
Na początku XX wieku po raz pierwszy pojawiła się nazwa „Ružinov”, pochodząca od dawnej wyspy na Dunaju – Ružový ostrov (niem. Roseninsel). W 1946 dawny Prievoz włączono w granice Bratysławy i cała dzielnica przyjęła nazwę „Ružinov”, ale zachowała historyczny herb Prievozy (kilka lat temu herb ten został uzupełniony o różę, mającą symbolizować współczesną nazwę).
Obecnie Ružinov jest siedzibą wielu firm i zakładów przemysłowych – m.in. wspomnianego Slovnaftu, będącego największą rafinerią na Słowacji oraz główny port rzeczny na Dunaju. Znajduje się tutaj także międzynarodowy port lotniczy. Mimo tego w dzielnicy znajduje się relatywnie dużo terenów zielonych, rzeczki oraz jeziora (m.in. Štrkovecké jazero) oraz Zlaté piesky – najpopularniejsze kąpielisko oraz ośrodek wypoczynkowy stolicy Słowacji. W okolicach zakładów Slovnaftu swój bieg rozpoczyna Mały Dunaj.
Ružinov posiada również największe miejskie targowisko – Miletička.
W 2001 spis powszechny wykazał 64 160 Słowaków, 2369 Węgrów oraz 1429 mieszkających tutaj Czechów.

## Zabytki oraz inne atrakcje turystyczne
- eklektyczny kasztel rodziny Csáky z końca XIX wieku,
- tereny zielone wraz z jeziorami i kąpieliskami, w tym Ružinovské jazero i Štrkovecké jazero.

## Sport
Dzielnica jest bogata w liczne tereny sportowe. Znajduje się w niej m.in. stadion hokejowy (Zimný štadión Vladimíra Dzurillu, na którym swoje mecze rozgrywa Hockeyclub ŠK H.O.K. Nivy) oraz 3 inne kluby:
- FK Rapid – piłka nożna
- Slávia UK – siatkówka
- Wrestling-Club Dunajplavba

## Podział dzielnicy
Ružinov dzieli się na 3 okręgi katastralne:
- Nivy (niem. Mühlau), o powierzchni 7,41 km², działa tutaj bratysławskie City Business Center,
- Ružinov (niem. Rosenheim), o powierzchni 19,36 km²,
- Trnávka (niem Dornkappeln), o powierzchni 12,93 km²[2].

Dzielnica dzieli się jeszcze osiedla i zespoły urbanistyczne:
- Ostredky – duży cmentarz św. Marcina,
- Pošeň
- Prievoz – najstarsza część dzielnicy,
- Trávniky – ze szpitalem i polikliniką Ružinov,
- Štrkovec – obszar stosunkowo mało zurbanizowany, tereny zielone i Štrkovecké jazero z centrum sportowym,
- Vlčie hrdlo.